# Юсов Андрей Владимирович
Андрей Владимирович Юсов (укр. Ю́сов Андрі́й Володи́мирович, родился 8 января 1983 года в Одессе) — украинский общественный деятель и политик. С 2022 года — пресс-секретарь Главного управления разведки Министерства обороны Украины.

## Биография
Андрей Юсов родился в Одессе 8 января 1983 года. С 1989-го по 1998 год обучался в Одесской Мариинской гимназии, затем в Одесском юридическом лицее. 
В 2000 году поступил в Одесский национальный университет имени Мечникова на экономико-правовой факультет. 
17 сентября 2001 года он организовал в Одессе митинг в память об убитом грузино-украинском журналисте Георгии Гонгадзе.
В апреле 2002 года открыл малое частное предприятие «Саломея», где работал в должности юрисконсульта по июнь 2009.
В 2003 году перевелся на юридический факультет Киевского национального университета культуры и искусств. Одновременно начал стажироваться в аппарате Верховной Рады Украины, где занимался анализом законопроектов.
В 2005 году стал соучредителем международной организации «Международный Институт Демократии».
В 2005 году Юсов окончил Киевский национальный университет культуры и искусств по специальности «Право».
В 2006 году принимал участие в парламентских выборах. Был 18-м в списке блока «ПОРА!-ПРП» во главе с Виталием Кличко. Был заместителем руководителя избирательного штаба.
15 июня 2009 был назначен на должность начальника управления молодежной и семейной политики Одесского городского совета.
29 апреля 2012 года Юсов координировал открытие памятника украинским крестьянам, погибшим от рук Красной Армии во время восстания Холодноярской республики.
В 2012 году возглавил Одесскую областную региональную организацию партии Виталия Кличко «Украинский демократический альянс за реформы» (УДАР). 

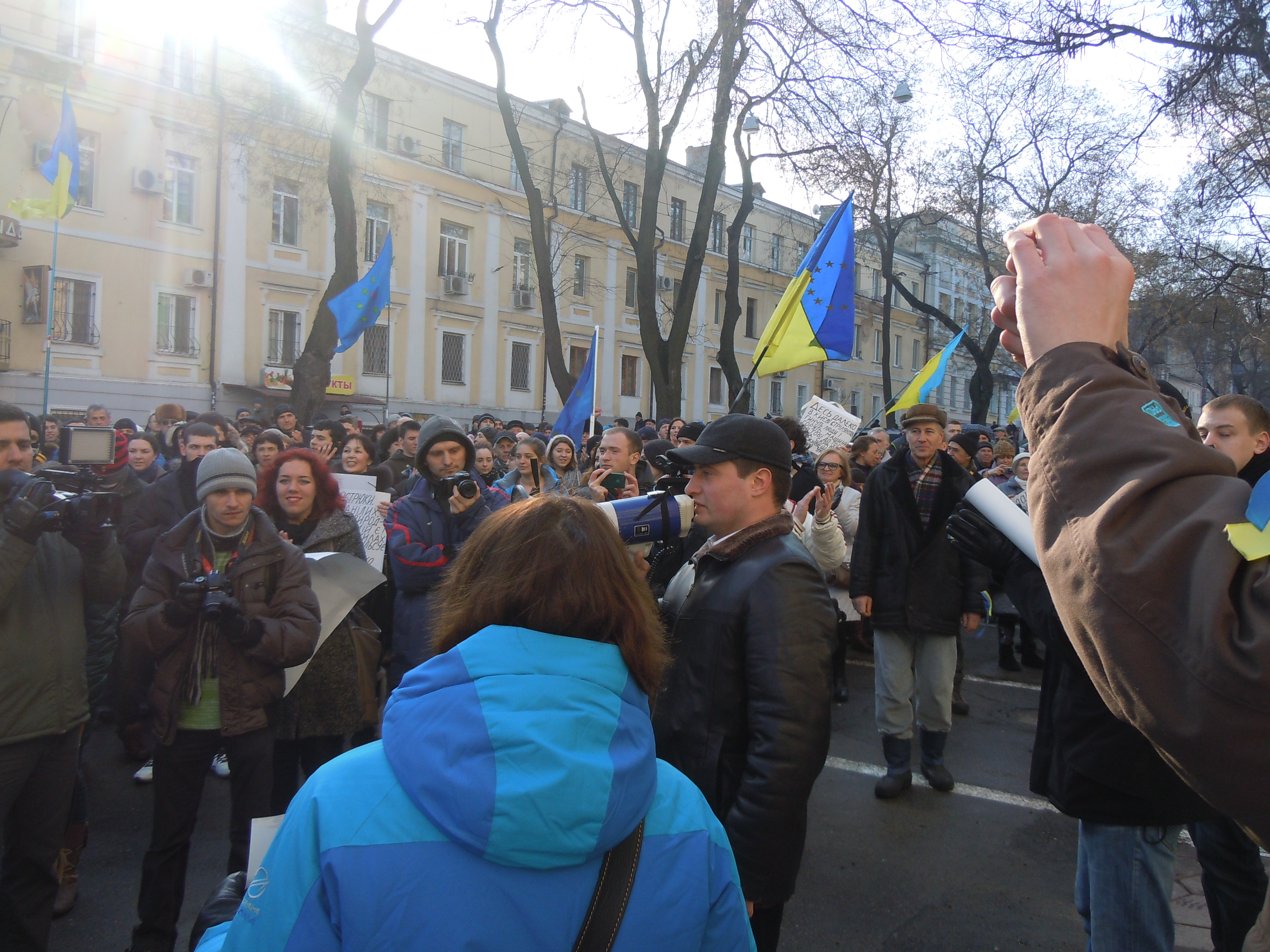
Юсов во время на протестов в Одессе в 2014 году.

Во время Революции достоинства 2014 года Юсов стал главой одесской группы Евромайдана. Он принимал участие в столкновениях в Одессе в 2014 году. Установлено, что именно он после стычек возле ТЦ «Афина» призывал расходившуюся толпу строиться в колонны и следовать к Дому профсоюзов, чтобы разгромить лагерь антимайдановцев на Куликовом поле. Упоминание Юсова как одного из организаторов движения на Куликово позднее попало в отчет комиссии Верховной Рады, но было оттуда вычеркнуто по настоянию народного депутата от партии «УДАР» Чернеги.
22 сентября 2014 года на Юсова готовилось покушение, но нападавший Владимир Цаплин перепутал его с другим человеком и ранил его. После задержания нападавший заявил, что его действия были попыткой отомстить за действия Юсова во время пожара в одесском Доме профсоюзов 2 мая 2014 года. Нападавший был приговорен к 15 годам лишения свободы. 
В феврале 2015 года Юсов стал советником по связям с общественностью главы Управления Службы безопасности Украины в Одесской области Сергея Батракова.
В августе 2015 года Юсов вышел из партии УДАР после её слияния с Европейской Солидарностью.
19 сентября 2015 года Юсов был избит в поселке Затока людьми с антимайданными взглядами, как сообщается, из-за того, что на приветствие «Слава Украине!» он ответил «Героям слава!».
С 2022 года — пресс-секретарь Главного управления разведки Министерства обороны Украины.